# Ронні Джеймс Діо
Ронні Джеймс Діо, (англ. Ronnie James Dio), справжнє ім'я — Рональд Джеймс Падавона (англ. Ronald James Padavona), (10 липня 1942 — 16 травня 2010) — американський рок-музикант, вокаліст, пісняр. Зробив значний внесок у розвиток рок-музики, зокрема геві-металу (особливо такого піджанру, як павер-метал). Найбільш відомий як фронтмен гуртів: Rainbow, Black Sabbath, Heaven and Hell та власного проєкту Dio.
Першим серйозним успіхом у музичній кар'єрі Діо став гурт Elf, другим  — став гурт Rainbow, заснований Річі Блекмором у 1975 році після того, як він покинув Deep Purple. Третім переломним етапом в житті Діо стала участь у Black Sabbath, де музикант пробув два роки, під час яких гурт здобув велику популярність, однак після конфлікту в 1982 році Ронні покинув колектив і створив свій сольний проєкт під назвою Dio.
Продовжуючи творчість у стилі, характерному для альбомів, записаних з Black Sabbath, гурт Dio поступово здобував статус класики важкого року. У 1992 році Діо знову співпрацював з Black Sabbath і записував з цим гуртом альбом Dehumanizer, після чого повернувся до гурту Dio, з якими виступав до 2006 року. У 2006 році Ронні знову возз'єднався з колишніми учасниками Black Sabbath у гурті під назвою Heaven And Hell, де грав до кінця життя.
Протягом своєї тривалої кар'єри в рок-музиці Ронні Джеймс Діо взяв участь у записах приблизно 50 альбомів. Музиканта визнають одним з кращих у своїй справі як провідні музичні журнали (за версією журналу Classic Rock він займає 6 місце в рейтингу кращих вокалістів у рок-музиці, 5 місце у списку "66 найкращих гард-рок/метал фронтменів усіх часів" за версією онлайн журналу Loudwire, 1 місце в рейтингу найкращих хеві-метал-фронтменів за версією журналу New Musical Express та 165 місце у списку 200 найкращих співаків усіх часів за версією журналу Rolling Stone), так і його колеги та інтернет-ресурси. Саме Діо популяризував жест «коза» пальцями як символ рок-музики.

## Біографія

### Ранні роки
Народився 10 липня 1942 року у Портсмуті, штат Нью-Гемпшир. Був єдиною дитиною у родині італійських емігрантів, Пета (Петсі) і Анни Падавона (англ. Pat & Anna Padavona), що переїхали до США. Виріс Ронні в Кортленді, штат Нью-Йорк, де працював його батько та жила вся родина Падавона.
Сім'я Падавона була віруючою, і Ронні ріс під впливом католицької релігії, але переконаним католиком так і не став.
В дитинстві головними захопленнями Ронні були книги, спорт і музика. Він любив читати романи Вальтера Скотта, легенди про короля Артура і наукову фантастику.
Ронні мріяв стати бейсболістом, і одного разу попросив батька купити йому биту. Але батько хотів, щоб його син отримав музичну освіту і приніс додому трубу. Наступного дня після цього розпочались щоденні уроки Ронні, які тривали по чотири години. Завдяки цим урокам в Діо збільшився об'єм легенів і виробилася звичка правильно дихати, що пізніше позитивно відбилося на вокальних даних. Через деякий час хлопчик покинув гру на трубі. Після багатьох років він пояснив своє рішення наступним чином: «Труба — доволі простий інструмент, тому мені було не цікаво на ній грати. А ще я також був одним із багатьох трубачів. Не хотілось бути гвинтиком в механізмі. На щастя, я відкрив для себе рок-н-ролл».
Вперше Ронні заспівав у віці семи років, під час виступу у школі. За його словами, він майже знепритомнів від хвилювання. З примусу батька хлопчик виконував головну партію в церковному хорі.
Ронні завжди любив класичну музику. Джузеппе Верді був його найулюбленішим композитором. «Ріголетто» цього італійського майстра, а також «Кільце Нібелунгів» Ріхарда Вагнера, Діо називав поміж найулюбленіших.

### The Vegas Kings, Ronnie and the Rumlers і Ronnie and the Red Caps
У 1957 році Ронні разом з гітаристом Ніком Пентасом і барабанщиком Томмі Роджерсом створили гурт The Vegas Kings. Спочатку Ронні зайняв місце бас-гітариста і грав на трубі, але через деякий час почав виконувати і вокальні партії.
Трохи пізніше до них приєднався саксофоніст Джек Маскі, і незабаром гурт перейменували на Ronnie & The Rumblers (на честь композиції «Rumble» легендарного гітариста Дуейна Едді). Музиканти орендували «American Login Hall», де по вікендах проводили танцювальні вечори, граючи по 2-3 години. Зароблених грошей ледве вистачало на покриття оренди.
В 1958 році гурт перебрався в сусіднє місто Джонсон-Сіті, де вони почали працювати в більшому залі. Але організатору танцювальних вечорів не сподобалась назва гурту, і вони вкотре її змінили на Ronnie And The Red Caps. Після цього до гурту приєднався вокаліст Біллі Де Вульф. Обов'язки менеджера виконував брат Ніка Пантаса, Джиммі. Він познайомився з власником приватної студії звукозапису, і незабаром гурт випустив свій перший сингл «Conquest"/"Lover», тираж якого не перевищував декількох сотень екземплярів.
Після випуску платівки гурт покинули Вульф і Маскі. Останньому батько поставив ультиматум: якщо син не припинить «займатися дурницями», то він не стане платити за навчання в коледжі. А ось Ронні зробив вибір на користь музики. Його товариш Даг Тейлер згадує: «Ронні так і не закінчив університет в Баффало. Він покинув навчання ще десь на першому курсі. Хоча він і був дуже здібним, він зовсім не цікавився заняттями». Замість Джека Маскі прийшов гітарист Дік Боттофф.
Наприкінці 1960 року гурт випустив свій другий сингл з головною партією вокалу у виконанні Ронні "An Angel Is Missing"/"What'd I Say". Саме на ньому вперше з'являється псевдонім Ронні — «Діо» за ім'ям одного з членів мафіозного угрупування з Флориди, якого звали Джонні Діо. «Dio» в перекладі з італійського означає «Бог». Сам музикант так пояснив походження псевдоніму: «Моє справжнє прізвище було занадто довгим і екзотичним. Потрібно було щось таке, що легко запам'ятовується. Я хотів, щоб псевдонім показував моє італійське походження і вибрав прізвище одного з босів мафії — Джонні Діо. Не для того, щоб поживитися на поганій славі, а тому, що він був короткий і бив просто в ціль».

### Ronnie Dio and the Prophets
Ronnie And The Red Caps перейменувались в Ronnie Dio & The Prophets. Під цією назвою гурт випустив декілька синглів і один альбом — Dio At Domino's'. Сингл, до якого входили пісні «Mr. Mistery» і «Our Year», виданий в серпні 1963 року, вийшов не тільки у США, але й в інших країнах, включаючи Індію.
Цікаво, що для першої з пісень, італієць Ф. Спеччіа написав італійський текст, і Ронні з перемінним успіхом виконав композицію мовою своїх предків. Наприкінці 1963 року на гурт звернув увагу промоутер з Нью-Йорку Саймон Брім. Саме він відправив гурт в тур по Скандинавії, разом з гуртом Боббі Комстока. І майже три місяці обидва гурти виступали на розігріві співачки Ліл Бебс.
Подальші дії Саймона були досить суперечливі. По-перше, він вирішує випускати сингли, як сольні релізи Ронні Діо; а по-друге, дає команду записувати тільки кавери вже відомих пісень. У 1965 році Роджерса замінив Ґері Дрісколл. Восени 1966 року сталася чергова зміна складу: на місце Діка Боттоффа був прийнятий двоюрідний брат Діо, Девід Файнштейн.

### The Electric Elves/The Elves
У вересні 1967 року давній друг гурту Даг Тейлер стає клавішником гурту. Гурт знову змінює назву, тепер на The Electric Elves. 12 лютого 1968 року, під час поїздки на черговий концерт, учасники колективу потрапили в автокатастрофу. Гітарист Нік Пентас загинув, а Діо пробив обличчям лобове скло, і йому було накладено близько 150 швів. У Девіда Фанштейна була зломана гомілка і також розбите обличчя. В лікарню з багатьма травмами потрапив і Даг Тейлер. Аварія сильно перетасувала склад гурту і на місце клавішника взяли Мікі Лі Соула. Наприкінці року назва гурту скорочується до Elves. Також, незабаром, до гурту повертається Тейлер, який бере на себе гітарні партії.

### Elf
В середині 1970 року гурт останній раз змінює назву на Elf. «Команда називалась Elf, тому що я і мій кузен Дейв були невеликого зросту і були схожими на ельфів, — розповідає Діо. — Наш клавішник Міккі Лі Соул також був дуже маленьким, і навіть барабанщик Дрісколл, не був особливо великим і також нагадував ельфа».
В січні 1972 року на одному з їх виступів побували учасники Deep Purple Роджер Ґловер і Ієн Пейс. Їм сподобався молодий гурт, і в 1972 році Elf випустили однойменний дебютний альбом, спродюсований Яном і Роджером. За словами Діо, це було чудом: «Було просто чудово знаходитися поряд з ними. Все пройшло дуже швидко: я грав на басу, і майже все ми робили наживо. Решта музикантів вступали, і я починав грати і співати одночасно. Ми були достатньо підготовлені, гурт був чудовим. Ми довго грали разом і разом виросли, тому ми просто розпочали запис і „бац“: він вже закінчився. Вийшов по справжньому чудовий альбом, і створювали ми його із задоволенням».
У 1973 група провела спільний тур з Deep Purple та підписала контракти з «MGM Records» у США та з «Purple Records» в Англії. До гурту приєднався бас-гітарист Крейґ Ґрабер і Ронні Діо тепер повністю зосередився на вокальних партіях. В 1974 році гурт приїхав до Англії, де разом з продюсером Роджером Ґловером розпочав роботу над наступним альбомом. Авторами пісень були Соул і Діо. Також вони обидва взяли участь у сольному проєкті Ґловера під назвою The Butterfly Ball. Влітку 1974 року Elf виступали на розігріві Deep Purple під час концертів у США.

### Rainbow

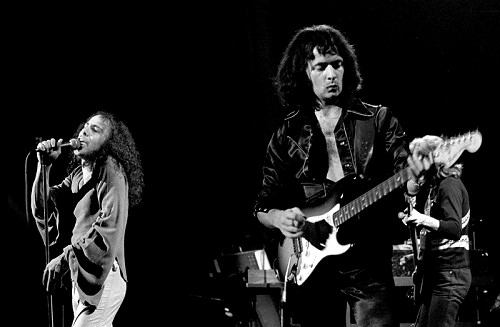
Ронні Джеймс Діо на сцені з Rainbow в 1977 році

Під час гастролів Deep Purple у Міннесоті, гітарист Річі Блекмор запросив Діо до свого номера в готелі, зіграв йому мелодію і запропонував до наступного дня написати текст. Ронні погодився. Після прослуховування результату Блекмору все повністю сподобалось. Разом з учасниками гурту Elf Річі записав альбом Ritchie Blackmore's Rainbow, який спершу планувався як сольний сингл, але «виріс» у зовсім новий проект — Rainbow.
21 липня 1975 році Річі Блекмор пішов з Deep Purple і запропонував учасникам Elf стати його колегами у проекті Rainbow. Роджер Ґловер також планував включити Діо до свого гурту, і той навіть дав свою згоду, але потім вирішив вибрати Блекмора.
В Rainbow Ронні Діо був вокалістом, одним з основних композиторів і писав тексти пісень. Проте, якщо в Elf він був беззаперечним лідером, то в Rainbow таким був Річі Блекмор. Одного разу гітарист запропонував Діо використати його середнє ім'я Джеймс, і той погодився. Так з'явилося його повне сценічне ім'я: Ронні Джеймс Діо.
Перший альбом Ritchie Blackmore's Rainbow був випущений у 1975 році. Після того як альбом був записаний, Річі Блекмор звільнив з гурту усіх, крім Діо. В новому складі Rainbow записали другий студійний альбом Rising, який вийшов у 1976 році і зайняв шосте місце у чартах Великої Британії. Rising часто часто називають найкращим альбомом Rainbow. Через рік був виданий концертний альбом On Stage, а в 1978 році — Long Live Rock 'n' Roll, після виходу якого Rainbow стали одним з найуспішніших європейських гуртів.
На всіх цих альбомах Діо не грав на жодному інструменті, але відомо, що окрім текстів, він складав музику і брав участь в аранжуваннях усіх пісень. Вокаліст був щасливий працювати в гурті:
|  | Гурт був створений мною і Річі з певним задумом. Ми обидва любили один жанр музики - класику, ми обоє були шанувальниками Баха, в цьому ми були схожі. Ми по-справжньому любили рок-н-ролл. Deep Purple були для мене найулюбленішим гуртом у світі, а Річі був моїм героєм.Оригінальний текст (англ.) That band was created by the two of us with a special purpose in mind. We both loved the same kind of music, which was classical music. We were both real Bach aficionados. That was our point of reference. Rock 'n' roll music was what we loved. Deep Purple was my favorite band on earth, Ritchie was my hero. |

Річі Блекмор був дуже задоволений потенціалом Діо: за його словами, коли він вперше почув вокаліста, то у нього «по спині забігали мурашки». Також гітарист говорив, що йому не потрібно було нічого пояснювати, так як Ронні робив все, як потрібно.
Проте після виходу Long Live Rock 'n' Roll Блекмор під тиском лейблу вирішив змінити напрямок гурту до мейнстріму, що дуже не сподобалось Діо. До того ж вокалісту набридло завжди знаходитись в тіні легендарного Річі, і в 1979 році він покинув Rainbow: «для мене завжди було задоволенням грати з Річі, але робити музику, яку він планував, не стало б для мене таким; він хотів стати поп-артистом і писати пісні про кохання, а я цим не займаюсь»Блекмор, навпаки, говорив, що Діо був звільнений з гурту. Спочатку причиною звільнення він назвав творчі мотиви. Але за словами Козі Павелла, це було наслідком зіткнення двох сильних характерів, і бажання Ронні мати свій гурт і бути в центрі уваги.

### Black Sabbath
Тоні Айоммі, гітарист Black Sabbath, на зустрічі з Діо запропонував тому роль вокаліста в гурті. Наступного дня Оззі Осборн був звільнений і на його місце прийшов Ронні Джеймс Діо. В першу ж ніч його появи в гурті пройшла репетиція, в процесі якої з'явилась пісня «Children of the Sea».
Якщо раніше всі тексти в гурті писав Ґізер Батлер, то тепер це почав робити тільки Діо. Ронні дуже вдало вписався в новий колектив: його фантазійний стиль написання пісень з образами драконів, мечів, чарівників і замків дуже підійшов до звучання Black Sabbath. Також за словами гітариста Тоні Айоммі, поява Ронні дозволила гурту відкрити нові горизонти в музиці і змінити ритміку.
Сам вокаліст розповідав, що писав похмурі тексти вже в Elf, в якому він міг робити те, що хоче: писати максимально похмурі пісні. Зазвичай музиканти писали вдвох: Айоммі і Діо з акустичною гітарою, але інколи до них приєднувались інші учасники гурту.
Перший альбом за участю Діо, Heaven and Hell, мав великий успіх: зайняв дев'яте місце у Великій Британії, був проданий тиражем більше мільйона і подарував гурту нове покоління фанів. На підтримку альбому відбулись виступи у США, Японії, Австралії, Великій Британії. На концертах Ронні виконував не тільки свої пісні, але й ті, які раніше співав Осборн.
|  | Я не хвилювався тому, що моїм завданням було стати не таким як Оззі, а бути музикантом, який писав пісні до альбому Heaven and Hell і виконував їх. Неможливо замінити легенду, можна тільки намагатися самому стати нею. Оригінальний текст (англ.) I was never nervous because my place in the band was not to be Ozzy, but to be the singer who just performed and wrote on the Heaven and Hell album. You can't replace a legend… you can only try to become one yourself. |

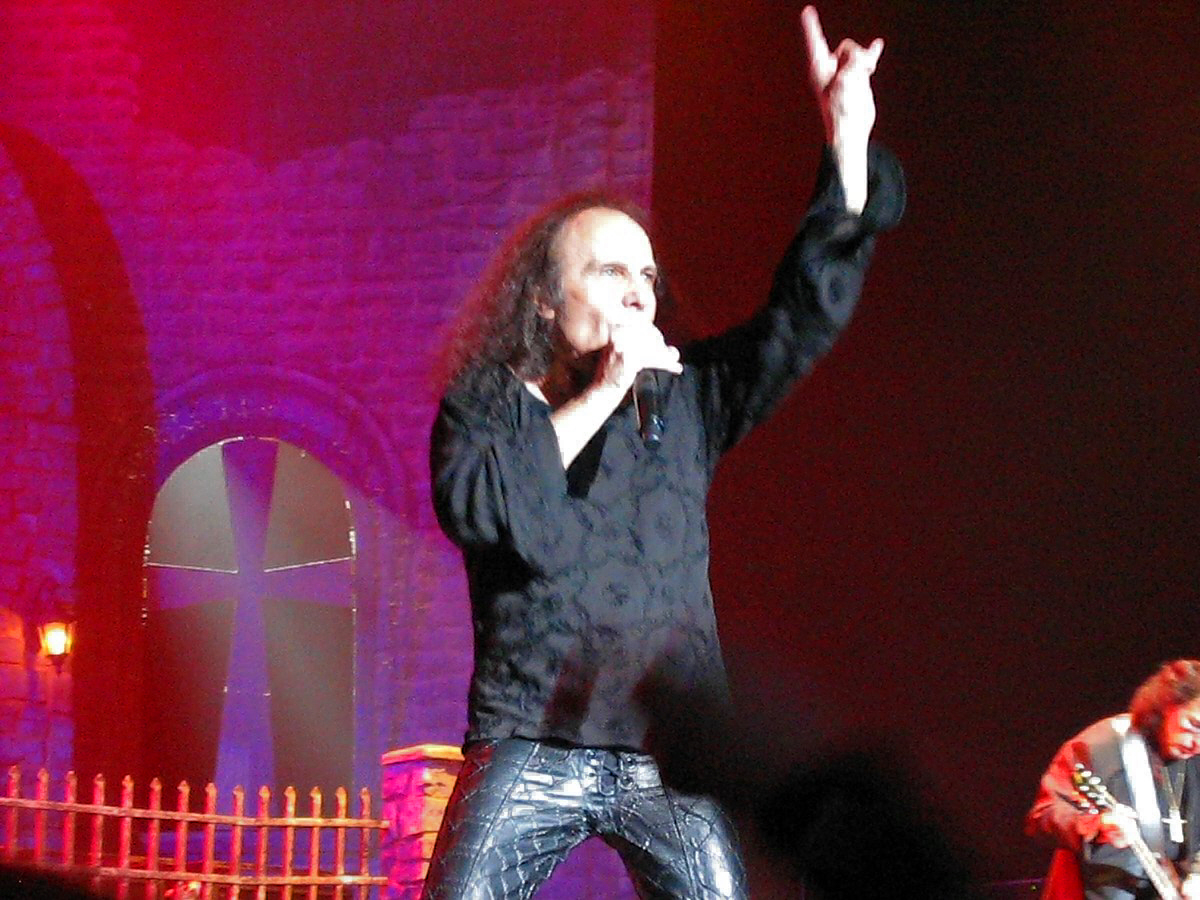
Ронні показує публіці «козу»

Другий альбом — Mob Rules, записаний в листопаді 1981 року, несильно програвав попередньому, і також мав успіх: став «золотим» в США і потрапив до двадцятки найкращих у Великій Британії. Під час туру на підтримку альбому, на концерті 22 травня 1982 року, мер Кортленда вручив Діо символічні ключі від рідного міста.
Але період Діо в Black Sabbath увійшов до історії рок-музики не тільки якістю і популярністю альбомів: в цей час вокаліст зробив модним жест у вигляді рогів пальцями, який він часто показував глядачам на концертах.
Цей жест, який назвали «козою», став невід'ємною частиною рок-концертів, а також привітанням для людей, які слухають важку музику. За словами самого Діо, «козу» він побачив у своєї бабусі, яка використовувала його як частину забобону, який відводить пристріт і нечисту силу. Демонстрація цього жесту в даному контексті в поєднанні з містичними текстами і важкою музикою Black Sabbath створювала особливу атмосферу концертів.
У серпні 1982 року Black Sabbath розпочали тур «Live Evil» (саме так повинен був називатись їх концертний альбом). Після останнього концерту Айоммі і Батлер не з'явились на заплановану зустріч з фанами. І, взагалі, вони намагались останнім часом не спілкуватись з Діо. Як сказав Батлер: «Ми зрозуміли, що Діо хоче стати головним в гурті, і нам це не подобалось». За словами самого Ронні, успіх привів до того, що Батлер разом з Айоммі почали зловживати наркотиками і також позначилось на особистих стосунках. Це стало початком кінця. В жовтні 1982 року, коли Ронні Джеймс Діо і барабанщик Вінні Аппісі покинули гурт. Причиною став конфлікт, який стався після того, як звукорежисер звинуватив їх в проникненні на студію вночі і виводу їх партій в міксі на передній план під час запису концертного альбому Live Evil..

### Dio
Ронні вирішив створити власний гурт. Барабанщиком став колега по Black Sabbath Вінні Аппісі. Гітаристом спочатку став Джейк І. Лі. Бас-гітару тимчасово взяв до рук Діо. Під час однієї з репетицій Лі зіграв рифф, який пізніше ліг в основу пісні «Don't Talk To Strangers». Але незабаром Лі пішов з гурту (за однією з версій, спокусившись більш вигідною пропозицією Оззі Осборна).
Діо вирішив більше не зв'язуватись з американськими музикантами і разом з Вінні Аппісі відправився до Англії, щоб розпочати пошук музикантів для гурту. Незабаром їх знайшли: першим став колега Діо по Rainbow — бас-гітарист Джиммі Бейн, а другим — молодий гітарист Вівіан Кемпбелл.. Невдовзі музиканти розпочали репетиції разом, і через деякий час з'явились аранжування до пісень «Holy Diver» та «Don't Talk to Strangers», і після цього справи пішли в гору
Згадані композиції увійшли до першого альбому гурту Dio Holy Diver, який зайняв 13-е місце в британських чартах і 56-е в США. Критики високо оцінили альбом, і багато пісень з нього були визнані класикою хард-року. Ронні Джеймс Діо був названий читачами журналу «Kerrang!» найкращим вокалістом, а його гурт — найкращим новим колективом 1983 року. Сам Діо в інтерв'ю 2006 року сказав, що зі всієї своєї творчості він вважає бездоганними три альбоми: Rising, Heaven and Hell і Holy Diver.
Наступні два альбоми — The Last in Line і Sacred Heart — також мали великий успіх і відрізнялись театралізованими концертами: в концепцію першого були покладені єгипетські мотиви, а під час оформлення сцени другого з'явилась ідея величезного дракона, з яким бореться Ронні під час виконання пісні «Sacred Heart». Також в цей альбом, який Ронні охарактеризував, як «похмурий в стилі Dio», увійшла пісня «Rock 'n' Roll Children», яку музикант назвав своєю улюбленою: «Вона багато означає для мене. Я написав цю пісню з позиції людини, яка в той час була молодша за мене і любила, наприклад, носити шкіряні шмотки, в той час як прихильники міні-спідниць, показуючи на неї пальцем, шепталися: „Подивись на цього відморозка!“. І це дуже не просто переживати і перетравлювати в собі. Так що хтось повинен був написати пісню про дітей рок-н-роллу, про те, які вони. А мені це було добре відомо. Вони просто втекли від всього… Коли я виконую цю пісню, то завжди відчуваю себе спокійним. В тебе повинна бути пристрасть до чогось. А це і є моя пристрасть. Тому я так люблю цю пісню».
Після цього почався невеликий спад популярності гурту. Четвертий студійний альбом Dream Evil був прийнятий непогано, а наступний за ним Lock Up the Wolves зайняв найнижче місце в чартах в порівнянні з попередніми. До 1990 року Діо був єдиним з оригінального складу Dio.

### Повернення в Black Sabbath
В 1991 році колишній колега Ронні по Black Sabbath басист Ґізер Батлер попросив вокаліста дозволу прийти до нього на концерт, і той відповів згодою при умові, якщо вони разом виконають одну з спільних композицій. 8 серпня на концерті в підтримку Lock Up the Wolves в Міннеаполісі музиканти зіграли «Neon Knights», після цього випили пива і згадали минуле в Black Sabbath. Так з'явилась ідея відновити склад гурту, який працював над Heaven and Hell і Mob Rules, яку з радістю підтримав гітарист Тоні Айоммі.
Вирішили, що гурт запише один альбом і Діо повернеться до свого колективу, але після успіху Dehumanizer у 1992 році, Ронні вирішив продовжити роботу в колективі. Проте під час туру в підтримку нового альбому учасники знову почали уникати один одного, і коли Діо дізнався про те, що Black Sabbath не проти виступити в одній з двох частин концерту Оззі Осборна, він вирішив піти: «Ми хотіли знову поставити гурт на ноги шляхом реформування і зробити її особливою, і раптом, ми збираємося грати в початковій частині концерту її екслідера! Також я знав, що коли закінчиться це шоу, вони оголосять про своє об'єднання, що і трапилось».

### Повернення в Dio

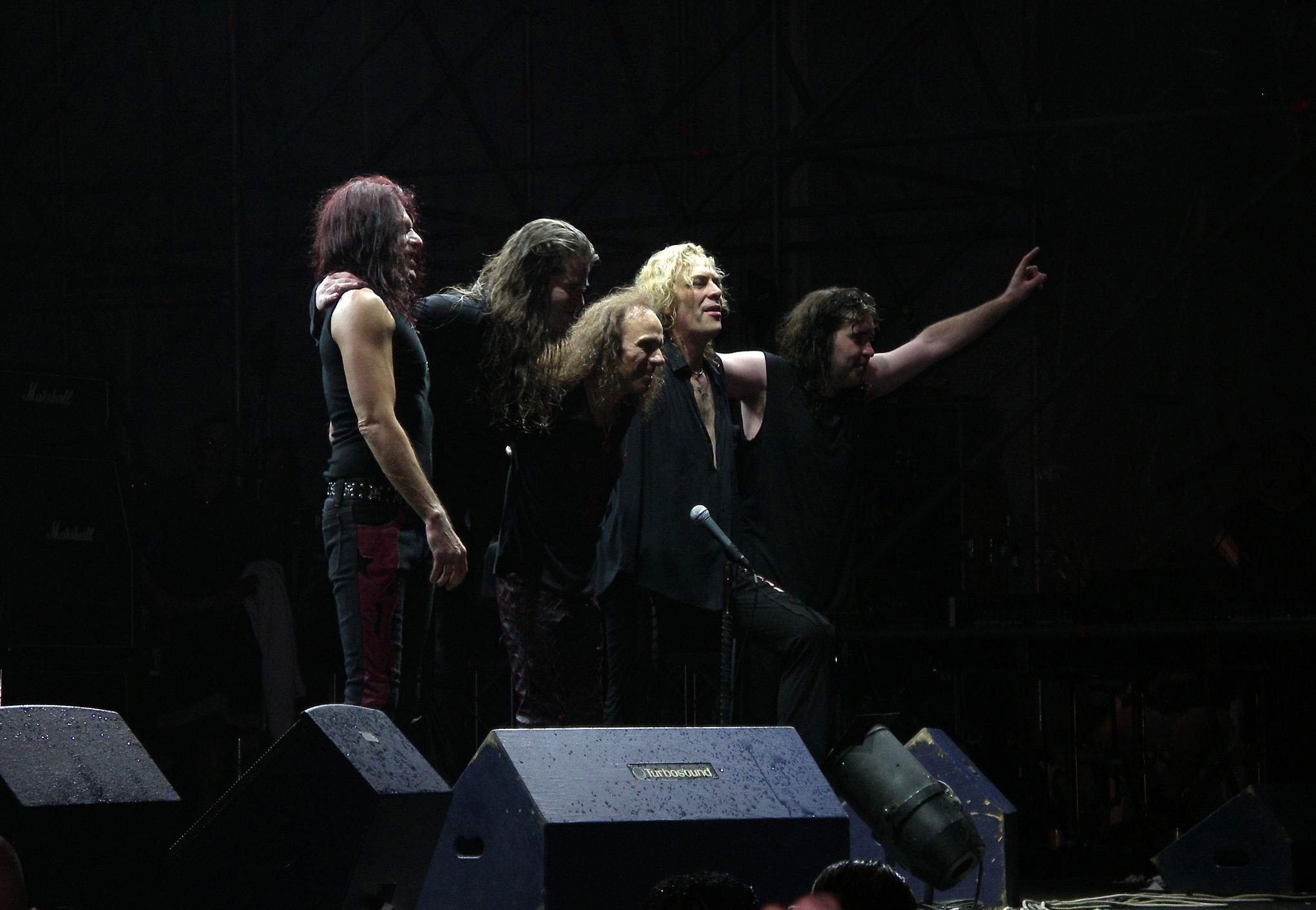
Ронні на сцені з Dio в 2005 році

Ронні знову повернувся в Dio. В 1994 році був виданий альбом Strange Highways. В гурту виникли проблеми з видавцем альбому, який не хотів підтримувати реліз. Роздумуючи про проблеми Strange Highways, Діо сказав, що альбом звучав занадто сучасно.
Через два роки гурт Dio випустив Angry Machines, в якому Ронні відійшов від середньовічної тематики в сторону проблем сучасного світу. На цьому альбомі підіймалось багато тем, серед яких — недосконалість церкви, держави, батьків і проблема чоловіків і жінок: «Я твердо вірю в те, що чоловіки знаходяться в небезпеці, спочатку жінки засліплюють, а потім крадуть твої мрії».
В 1998 році вийшов Inferno: Last in Live — двохдискове видання, в основу якого лягли концертні записи 1996-97 років. В 1999 році Діо разом з Інгві Мальмстіном записав кавер-версію пісні «Dream On» гурту Aerosmith.
В 2000 році вийшов перший концептуальний альбом Діо — Magica. Сюжет альбому — фантастична історія боротьби добра і зла: намагання мешканців «іншого світу» захопити «священну книгу» і панувати планетою. Кожна з композицій є невід'ємною частиною сюжету, а повну версію можна прочитати в буклеті до диску або послухати її в прочитанні Ронні Діо.
У новому тисячолітті Dio випустили ще два студійних альбоми: Killing the Dragon 2002 рік і Master of the Moon 2004 рік.
Ронні Джеймс Діо розповів, яку суть він вклав в пісню «Killing the Dragon»: «вона про тих, хто робить зло, і про те, що робить світ, щоб протистояти цьому. В фантазійних розповідях дракони викрадали дітей і годували ними своє потомство. В першій частині я співаю, що хтось вкрав дитину, друга частина про жорстокого феодального лорда і третя — про „електричне рабство“». Другий згаданий альбом, Master of the Moon, Діо назвав «найважчим після Dehumanizer».
Також було випущено два концертних альбоми: Evil or Divine - Live in New York City, у 2005 році, і Holy Diver - Live, у 2006 році. У 2005 році вийшов триб'ют альбом Елісу Куперу Welcome to the Nightmare: An All-Star Salute to Alice Cooper, на якому можна почути виконання пісні «Welcome To My Nightmare» Ронні Джеймсом Діо. Не зважаючи на довге існування гурту і досить великий вік Діо, в 2006 році вокаліст дав зрозуміти, що його музична кар'єра ще не закінчена:
|  | Dio - це гурт, який був завжди у відмінній формі і пишається тим, що робить, отримуючи при цьому тільки найвищі оцінки. І якщо наша музика зачіпає в людей потрібні струни, значить, все гарад. І той факт, що ми багато гастролюємо, каже про те, що ми живі. Ми випускаємо платівки і постійно виступаємо. І це здорово! |

### Heaven and Hell

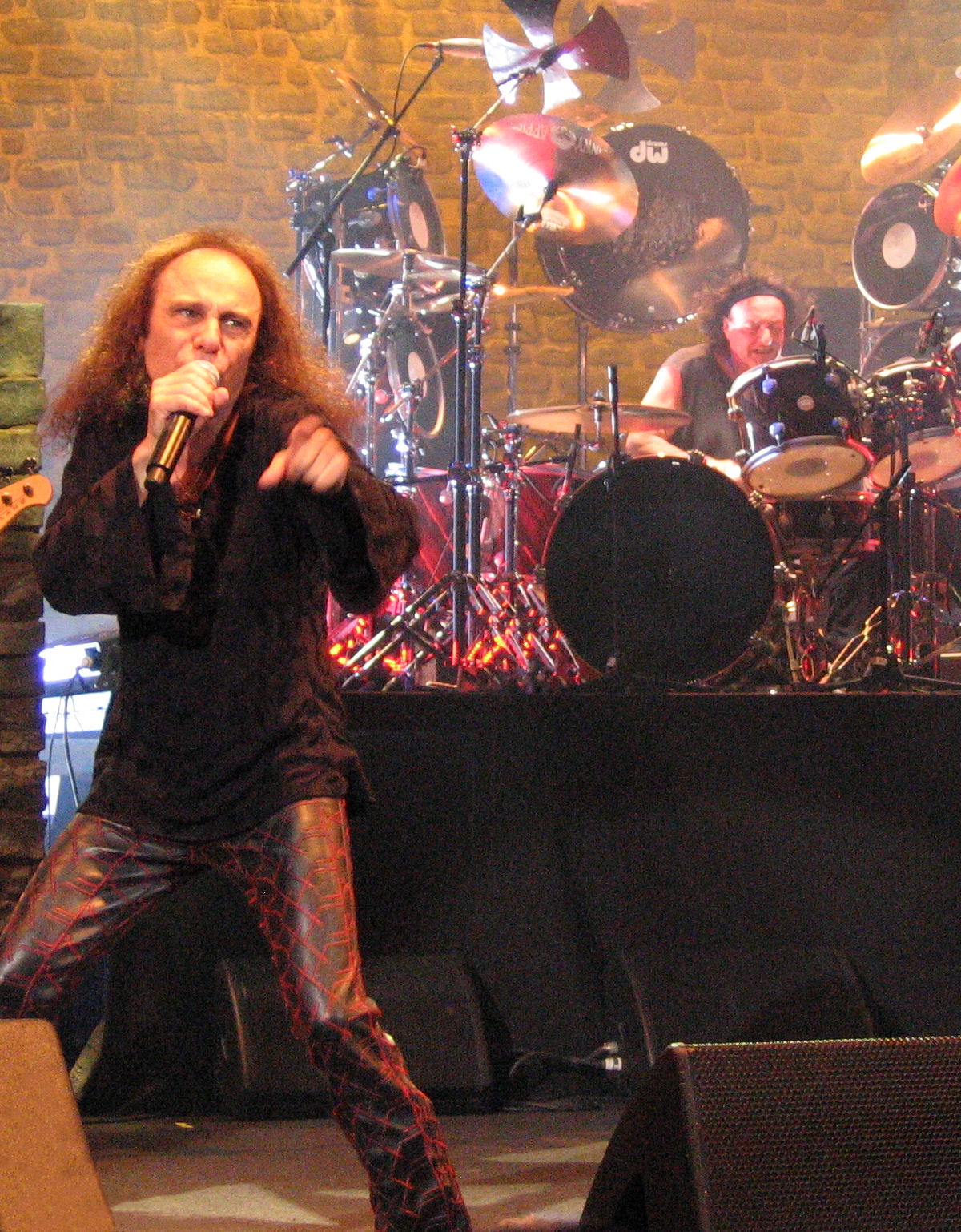
Ронні на сцені з Heaven and Hell в 2007 році

В 2006 році Діо об'єднався з учасниками Black Sabbath Тоні Айоммі, Вінні Аппісі і Ґізером Батлером в складі гурту Heaven & Hell. Ідея відновити спільну творчість виникла після того, як музикантам запропонували записати декілька пісень для диску The Dio Years: запис пройшов дуже легко, і всі залишились задоволені.
В серпні 2007 року вийшов концертний альбом Live from Radio City Music Hall, до якого увійшли дві нові композиції: «The Devil Cried» і «Shadow of the Wind». Діо казав, що після об'єднання музиканти почали відчувати задоволення від спільної роботи, і хотіли показати всім те, що вони ще здатні створювати нову музику не гіршу від старої.
28 квітня 2009 року вийшов альбом The Devil You Know. Влітку 2008 року його запис проходив на студії Ронні Джеймса Діо. Першим синглом, який тут записали став «Bible Black»: «Коли починаєш з такого блокбастера, то наступна робота стає легшою, тому що вже є певне мірило для решти композицій», — прокоментував Діо. Після того, як всі пісні були готові, гурт відправився в Уельс на студію Rockfield, де до цього працювали над Dehumanizer.
Heaven and Hell вистачило менше трьох тижнів, щоб закінчити запис. За словами Діо, музиканти здивовано дивились один на одного і запитували, невже робота насправді закінчена: «Ми просто хотіли зробити одну справу добре і не намагались бути тими, ким ми не є». Ресурс Allmusic називає The Devil You Know найважчим з усіх альбомів цього складу музикантів.
Влітку в останній частині світового турне музиканти захворіли: у Тоні Айоммі розпочались проблеми з пальцями, Вінні Аппісі вивихнув плече, а Ронні почав мучити біль в шлунку. Тоді була вирішено зробити перерву для того, щоб усі учасники гурту змогли прийти до норми.

## Останні роки
25 листопада 2009 року у Діо діагностували рак шлунка. Перший етап хіміотерапії, який музиканту проводили в клініці міста Хьюстон, пройшов успішно. 12 березня 2010 року дружина Діо — Венді, повідомила на офіційному сайті, що завершено вже шість етапів хіміотерапії, і проведені аналізи показали покращення. Співак до останнього сподівався перемогти хворобу і повернутися до концертної діяльності. Турне гурту Heaven & Hell по Великій Британії, заплановане на літо 2010 року, було скасовано буквально за декілька днів до смерті фронтмена.
5 травня 2010 року Діо сказав останні слова своїм шанувальникам:
|  | Я хотів би виразити своє велике розчарування тим, що Heaven & Hell змушені відмінити свої літні виступи. Венді, мої лікарі і я так наполегливо працювали, щоб вони відбулися для всіх вас, тих єдиних, про кого ми завжди думаємо, що цей удар міг би стати руйнівним, але ми не допустимо цього... З вашою нескінченною любов'ю і підтримкою, ми будемо жити і процвітати. Ще буде багато турів, багато музики, багато життя і ще більше магії. Оригінальний текст (англ.) I would like to voice my great disappointment on the cancellation of the HEAVEN & HELL summer tour. Wendy [Ronnie's wife/manager], my doctors and I have worked so hard to make it happen for all of you, the ones we care so much about, that this setback could be devastating, but we will not let it be. With your continued love and support, we will carry on and thrive. There will be other tours, more music, more life and much more magic. |

16 травня в 7:45 ранку (CDT, UTC-5, 14:45 Київський час) Ронні Джеймс Діо помер. Його дружина Венді, яка була з ним до кінця, написала на офіційному сайті:
```
«…Будь ласка знайте, він любив вас всіх, і його музика буде жити вічно.»
```

Прощання з музикантом пройшло 30 травня, і цей день місцева влада назвала «Днем Діо». Церемонію, що проходила в залі «Hall of Liberty», відвідало близько 1200 людей, а для тих, хто не зміг потрапити до середини, були обладнані спеціальні екрани, які транслювали подію.
Ронні Джеймс Діо похований на лос-анжелеському цвинтарі Forest Lawn Memorial Park в саркофазі з білого мармуру. На його могилі знаходиться скромний надпис: «Людина Cрібної Гори» Ronnie James Dio — відсилання до однойменної пісні на альбомі Ritchie Blackmore's Rainbow.

## Вокальні дані
Ронні Джеймс Діо володів видатними вокальними даними, його голос багато критиків називали оперним. Сам музикант в одному з інтерв'ю казав, що в дитинстві в нього вдома було багато оперних записів, які він пробував виконувати, і потім це стало «більш-менш тим стилем, у якому він співає». Також Діо говорив, що народився з таким голосом, і пізніше трохи розвинув його, граючи на трубі: «Отже, я все зводжу до купи: досвід прослуховування опер, гра на трубі і адаптація техніки цієї гри до співу — все це причини, через які зараз я можу робити те, чим я займаюся».
Музикант був гордий тим, що розвинув свій голос сам, без впливу вчителів. За його словами, він знав, що було необхідно бути природним і для того, щоб навчитися співати, він просто співав. Також Ронні розповідав про те, як він співає: «Тут важлива техніка. Потрібно співати не гортанню, а діафрагмою. Через вокальні зв'язки повинне проходити повітря, і якщо ви робите це неправильно, і не даєте їм достатньо повітря, то можете самі собі нашкодити».

## Особисте життя
Першою дружиною Діо стала Лоретта Берарді в середині 1960-х років. В них був син, якому дали ім'я Ден Падавона.
Після розлучення з Лореттою Ронні одружився з Венді Галаксіола, яка була його менеджером. Венді була також головою організації «Діти ночі» (англ. «Children of the Night»), яка захищала дітей від проституції. Відомо також, що в 1980-х роках вона була менеджером у рок гурту з Лос-Анжелеса Rough Cutt, а також Hellion. У Венді в паспорті записано прізвище Діо, хоча сам Ронні до самої смерті мав своє справжнє прізвище.
В Діо є двоє онуків — хлопчик Джоуї та дівчинка Джулія.
Двоюрідний брат Ронні Діо — Девід Файнштейн (Файнстайн, англ. David "Rock" Feinstein), гітарист Elf (до 1973) і The Rods (1973—1988).
Ронні Джеймс Діо ніколи не намагався зробити собі поганий образ. За його словами, він все життя намагався йти прямою дорогою і не був тією людиною, яка любить «заглядати за межу». Музиканти гурту Tenacious D казали, що Ронні «найбільш чудова і добра людина», з якою їм доводилось працювати.
Роджер Гловер розповідав, що «коли Діо виходив на сцену, всім ставало світліше від його посмішки». Одного разу, після концерту Rainbow, декілька фанів залишились чекати Річі Блекмора до пізньої ночі, але вийшовши з приміщення, гітарист удав, що нікого не помітив, сів в автомобіль і поїхав. Після цього Ронні поклявся, що ніколи не буде так робити, і за словами його товаришів, він міг годинами стояти під дощем або на морозі, роздаючи автографи, щоб дати можливість кожному прихильнику відчути себе частиною гурту. Інколи він розносив з своєї гримувальної їжу охоронцям, через те що ті не могли залишати свої пости. Проте, коли справа стосувалась роботі в гурті, Діо ставав більш жорстким: «В гурті демократія на чолі з диктатором, адже завжди повинен бути хтось один, хто скаже остаточне „так“ чи „ні“, моя мета — щоб музиканти розкривали свої таланти максимально, а для цього потрібно бути вимогливим»..
Зріст Діо становив 1 метр 63 сантиметри, що інколи ставало приводом для жартів його колег по Black Sabbath. Під час фотосесій музикантів часто ставили на різну по висоті поверхню, щоб здавалося, що їхній зріст приблизно рівний. Також за деякими даними назва гурту Elf була пов'язана з невеликим зростом Ронні.

## Інша діяльність
В 1985 році Ронні Джеймс Діо очолив рух Hear'n Aid на допомогу голодуючим Ефіопії. Учасники гурту Dio написали композицію «Stars», і 20 і 21 травня 1985 року 40 відомих рок-музикантів зібралися в студії A&M в Голлівуді і зробили спільний запис. В рамках проекту також були випущені відео, атрибутика і однойменний диск Hear'n Aid, до якого увійшли композиції Accept, Motörhead, Rush, Kiss, Джимі Гендрікс, Dio, Y&T, Scorpions і пісня «Stars». В підсумку вдалося зібрати 1 мільйон доларів США, які були відправлені на допомогу голодуючим.
Крім того музикант брав участь і в інших благодійних проектах, наприклад — в «Children Of The Night». У цьому проекті, спрямованому на захист дітей від проституції, Ронні допомагав своїй дружині Венді більше десяти років. Також у ньому взяли участь Оззі Осборн, який дав благодійний концерт, Річард Маркс, гітарист Вівіан Кемпбелл і інші..
В 2003 році Діо, в співавторстві з журналістом Деніелом Букшпаном, випустив «Енциклопедію хеві-металу» — працю, присвячену історії жанру і найбільш значним гуртам.
Ронні також з'явився в камео в рок-комедії «Tenacious D: Медіатор долі» в ролі самого себе.

## Визнання і критика
Ронні Джеймса Діо визнають одним з найкращих у своїй справі як провідні журнали і інтернет-ресурси, так і його колеги.
Тоні Айоммі сказав, що для нього було почесно виступати разом з Діо, і його музика буде жити вічно. Він назвав вокаліста зіркою з зірок, справжнім професіоналом, а його голос — магічним.
Річі Блекмор також визнав, що «у Ронні був чудовий і унікальний голос, і всьому рок-н-рольному світу буде сильно його не вистачати». Сильні якості голосу Діо відмітили Оззі Осборн і Ієн Ґіллан.
На одному з своїх концертів учасники гурту Scorpions присвятили пісню «Send Me an Angel» Ронні Джеймсу Діо і перед її виконанням сказали публіці, що він був неперевершеним музикантом.
Музиканти американського гурту Anthrax. Барабанщик Чарлі Бенанте подякував Діо за його творчість і сказав, що в Ронні був «незвичайний Богом даний голос».
Гітарист гурту Slayer Керрі Кінг відмітив, що мало кому вдавалось вести пісню таким чином, як це робив Діо. Ларс Ульріх з Metallica і Кайл Ґесс з Tenacious D також визнали величезний вплив Діо на свою творчість.
Оглядачі останніх альбомів гурту Dio на Allmusic вважають, що на відміну від багатьох своїх колег, Ронні не втратив з віком голос, і знаходився у відмінній формі.
Автор огляду альбому Dio Killing the Dragon Саймон Кентлон робить єдине зауваження: звучання гурту залишається таким самим, що, на думку самого Ронні, може бути одночасно добре і погано.
В ревю на Last in Line Едуардо Рівадавія, серед похвальних рядків пише, що слово «веселка», «вогонь» і «камінь» згадуються у кожній пісні Діо. Журналіст Кейт Ганналек критикував Діо за те, що він «не розвиває і не просуває вперед свою музику».
Коли Діо пішов з Rainbow, Річі Блекмор сказав, що «Ронні дивовижно співає, але проблема у тому, що він завжди співає однаково».
Творчість Діо сильно критикували учасники баптистської церкви Ветсборо. Вони навіть провели акції протесту під час похорон Діо. Баптисти висунули Ронні три звинувачення: перше полягало в тому, що він не любить «своїх ближніх», починаючи з Оззі Осборна і закінчуючи своєю племінницею, відомою порноакторкою Джен Падова; друге в тому, що він «ненавидить Бога і навіть змінив своє прізвище на Діо, що перекладається з італійської як „Бог“» і третє — в тому, що «він пропагував і долучав людей до чаклунства».

## Увічнення пам'яті

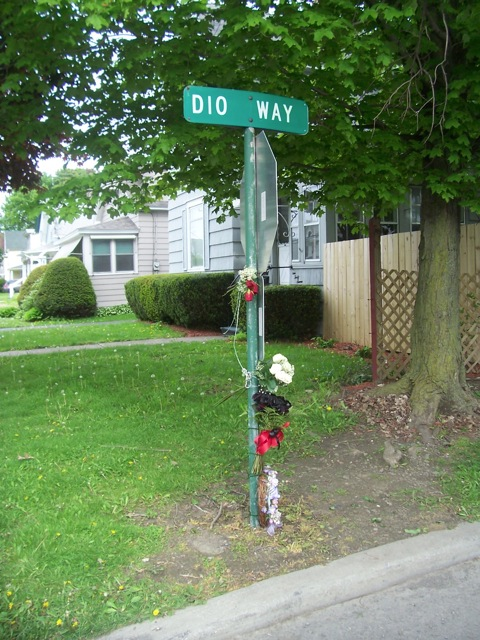
Вулиця «Dio Way»

В Кортленді, штат Нью-Йорк, є вулиця, названа в честь Ронні Джеймса Діо — «Dio Way». Урочисте відкриття відбулось 15 листопада 1988 року.
В 2004 році Ронні Джеймс Діо був включений до зали слави його рідної школи в місті Кортленд.
В 2000 році студія Century Media випустила альбом кавер-версій відомих пісень Діо, який називається Holy Dio: Tribute to Ronnie James Dio. Альбом записували відомі хеві-метал гурти, такі як Blind Guardian, Fates Warning, Doro і інші.
В 2006 році Діо був нагороджений премією Classic Rock Awards в номінації Metal Guru британським журналом Classic Rock. В квітні 2010 року журнал Revolver назвав Діо найкращим вокалістом «металу».
17 січня 2007 року Діо включили до залу слави в Guitar Center на Бульварі Сансет.
Гурт Heaven and Hell зіграли концерт присвячений Діо. В цьому концерті крім учасників гурту Тоні Айоммі, Ґізера Батлера і Вінні Аппісі взяли участь Ґленн Г'юз, Йорн Ланде і Філ Ансельмо, які виконали одинадцять композицій, створених під час перебування Ронні Джеймса Діо в складі Black Sabbath і Heaven and Hell.

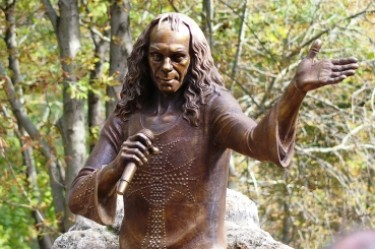
Пам'ятник Ронні Діо в Каварні

20 липня 2010 року Magic Circle Music випустили триб'ют альбом Magic — A Tribute To Ronnie James Dio, в якому пісні Діо виконали Manowar, HolyHell, Metalforce, Magic Circle All Star Band, Awaken, Crosswind, Ден Кассвоне, Девід Файнштейн, Harlet і Jack Starr's Burning Starr.
2 липня норвезький вокаліст Йорн Ланде випусти альбом Dio, який скаладається з каверів на композиції Dio, Black Sabbath і Rainbow і оригінальної композиції «Song for Ronnie James».
В жовтні 2010 року в болгарському місті Каварна був встановлений пам'ятник Ронні Джеймсу Діо. Пам'ятник висотою в 1,5 метри розміщений в центральному парку міста і буде частиною «Проспекту Року», який незабаром повинен з'явитися в Каварні. Над пам'ятником працювали Олександр Петров, Красімір Крастєв-Ломскі, а також художник Іван Стратієв.
В січні 2012 року в рамках проекту Margenta була записана композиція Голос  присвячена пам'яті Діо.
На альбомі гурту Doro «Raise your fist in the air» його пам'яті присвячена пісня «Hero».

## Дискографія
| Ronnie Dio & The Prophets - Dio at Dominos (1963) The Elves - Live At The Beacon 1971 (бутлег) (1971) Elf - Live At The Bank 1972 (бутлег) (1972) - Elf (1972) - Carolina County Ball (1974) - The History Of Syracuse Music Volume VI (1974) - Trying to Burn the Sun (1975) - 20 Years Of Syracuse Rock (1989) - The Gargantuan (1989) - The Elf Albums (1991) Rainbow - Ritchie Blackmore's Rainbow (1975) - Rising (1976) - On Stage (1977) - Long Live Rock 'n' Roll (1978) - Finyl Vinyl (1986) - Live in Germany (1976) - Ritchie Blackmore: Rock Profile Volume Two (1991) - Live In Munich 1977 (2006) | - Deutschland Tournee 1976 (2006) - Live In Cologne (2007) - Live In Dusseldorf (2007) - Live In Nurnberg (2007) - The Polydor Years (2007) Dio - Holy Diver (1983) - The Last in Line (1984) - Sacred Heart (1985) - Intermission (1986) - Dream Evil (1987) - Lock Up the Wolves (1990) - Strange Highways (1994) - Diamonds – The Best of Dio (1995) - Angry Machines (1996) - Inferno - Last in Live (1998) - Magica (2000) - Killing the Dragon (2002) - Master of the Moon (2004) - Evil or Divine - Live in New York City (2005) - Holy Diver - Live (2006) - Electra [Single]2009 (2009) - Mightier Than The Sword: The Ronnie James Dio Story (2011) посмертний, збірка | Black Sabbath - Heaven and Hell (1980) - Mob Rules (1981) - Live Evil (1982) - Dehumanizer (1992) - The Dio Years (2007) - Live at Hammersmith Odeon (2007) - The Rules of Hell (2007) Heaven & Hell - Live from Radio City Music Hall (2007) - The Devil You Know (2009) - Neon Nights: 30 Years of Heaven & Hell (2010) |  |

Останній запис Ронні Джеймса Діо — композиція під назвою «Metal Will Never Die» не встигла увійти ні в один з альбомів і вийшла у 2010 році на диску двоюрідного брата Діо Девіда Файнштейна Bitten By The Beast. Також існує запис пісні «Elektra», яка вже транслювалась на радіостанціях і повинна увійти в альбом Magica II.

## Комментарі
1. ↑   А в США він став золотим, пізніше і платиновим
2. ↑  Діо процитував рядок з пісні «Heaven and Hell»: «They blind your eyes and steal your dreams». На альбомі Angry Machines цій проблемі присвячена пісня «Big Sister»
3. ↑  Останній трек «Magica Story»
4. ↑  У цьому ж інтерв'ю Діо сказав, що в сучасному суспільстві комп'ютер став Богом, і настав час протистояти цьому.
5. ↑  Мова йде про гурт Dio
6. ↑  це вони пояснювали тим, що Ронні ввів в моду жест "кози" і тим, що його друзі носять п'ятикутні намиста